# Houari Boumedienne
 Der er for få eller ingen kildehenvisninger i denne artikel, hvilket er et problem. Du kan hjælpe ved at angive troværdige kilder til de påstande, som fremføres i artiklen.

Houari Boumedienne (født 23. august 1932, død 27. december 1978) var en algiersk officer og politiker, der var Algeriets leder fra 1965 til sin død i 1978, fra 1965 til 1976 som formand for Revolutionsrådet og fra 1976 til 1978 som Algeriets 2. præsident.
Han styrtede Algeriets første præsident, Ahmed Ben Bella, i et militærkup i 1965. Ved sin død i 1978 blev han efterfulgt som  præsident af Chadli Bendjedid.